# Ahmed Afif
Ahmed Afif (ur. 6 stycznia 1967) – seszelski polityk, od 2020 roku wiceprezydent Seszeli w rządzie Wavela Ramkalawana.

## Wykształcenia i kariera zawodowa
W 1987 roku ukończył studia na politechnice i rozpoczął pracę w Banku Centralnym Seszeli. W 1989 roku otrzymał stypendium na University of Warwick w Wielkiej Brytanii, gdzie w 1992 roku uzyskał tytuł Bachelor of Science w dziedzinie MORSE (matematyka, badania operacyjne, statystyka i ekonomia). Po ukończeniu studiów powrócił na Seszele, by w 1994 roku rozpocząć pracę w rządowym zespole doradczym z zakresu utworzenia międzynarodowego sektora biznesowego na Seszelach.
W 1995 roku dołączył do nowo powstałego urzędu dotyczącego offshore – SIBA, następnie pracował w ministerstwie finansów, biurze wiceprezydenta, a ostatecznie również w biurze prezydenta Seszeli. W 2005 roku został dyrektorem generalnym SIBA, funkcję tę pełnił przez 2 lata.
W 2007 roku został mianowany sekretarzem ds. finansów i handlu, zasiadał także w zarządach Nouvobanq i Seychelles Savings Bank. W 2008 roku uczestniczył w tworzeniu rządowej reformy makroekonomicznej obejmującej zmiany fiskalne i monetarne. Następnie, do 2012 roku, pracował w ministerstwie finansów. W następnych latach pracował w sektorze prywatnym jako doradca finansowy.

## Kariera polityczna
W wyborach parlamentarnych w 2016 roku uzyskał mandat deputowanego do Zgromadzenia Narodowego z okręgu Anse Etoile. W Zgromadzeniu został wiceprzewodniczącym Komisji Finansów i Rachunków Publicznych. 6 marca 2018 roku został wybrany wiceprzewodniczącym Zgromadzenia Narodowego. Został także wybrany wiceprezesem koalicji Demokratycznego Sojuszu Seszeli.
27 października 2020 roku został zaprzysiężony przez prezydenta Wavela Ramkalawana na stanowisku wiceprezydenta Seszeli.

## Życie prywatne
Jego ojcem jest Abdull Afif, były prezydent (w latach 1959–1963) krótkotrwałego państwa Zjednoczonej Republiki Sauwadiwów, a jego bratem jest Mohamed Afif – sekretarz stanu w rządzie Wavela Ramkalawana.